# Auburn (Virgínia Ocidental)
Auburn é uma cidade  localizada no estado norte-americano de Virgínia Ocidental, no Condado de Ritchie.

## Demografia
Segundo o censo norte-americano de 2000, a sua população era de 103 habitantes. 
Em 2006, foi estimada uma população de 106, um aumento de 3 (2.9%).

## Geografia
De acordo com o United States Census Bureau tem uma área de 
0,9 km², dos quais 0,9 km² cobertos por terra e 0,0 km² cobertos por água. Auburn localiza-se a aproximadamente 252 m acima do nível do mar.

## Localidades na vizinhança
O diagrama seguinte representa as localidades num raio de 24 km ao redor de Auburn. 